# 경기도이천교육지원청
경기도이천교육지원청(京畿道利川敎育支援廳, Icheon Office of Education)은 경기도 이천시를 관할하는 경기도교육청 산하의 교육지원청이다.
교육장은 장학관으로 보한다.

## 산하기관

### 초등학교
| - 나래초등학교 - 대서초등학교 - 대월초등학교 - 도암초등학교 - 도지초등학교 - 마장초등학교 - 백사초등학교 - 부발초등학교 - 백록분교 | - 설봉초등학교 - 설성초등학교 - 송곡초등학교 - 신둔초등학교 - 신하초등학교 - 아미초등학교 - 안흥초등학교 - 율면초등학교 | - 이천가산초등학교 - 이천남초등학교 - 이천단월초등학교 - 이천매곡초등학교 - 이천사동초등학교 - 이천송정초등학교 - 이천초등학교 - 이황초등학교 | - 장천초등학교 - 장호원초등학교 - 증포초등학교 - 진가초등학교 - 표교초등학교 - 한내초등학교 - 호법초등학교 |

### 중학교
| - 대월중학교 - 마장중학교 - 모가중학교 - 백사중학교 | - 부발중학교 - 설봉중학교 - 율면중학교 - 이천경남중학교 | - 이천사동중학교 - 이천송정중학교 - 이천양정여자중학교 - 이천중학교 | - 장호원중학교 - 증포중학교 - 효양중학교 |

## 같이 보기
- 대한민국 교육부